# Nudibranchia
I nudibranchi (Nudibranchia Cuvier, 1817) sono un ordine di molluschi gasteropodi della sottoclasse Heterobranchia, che comprende più di 3000 specie.

## Etimologia
La parola nudibranchia viene dal latino nudus (nudo) e dalla parola greca brankhia (branchia), e significa con le branchie nude. Il termine "lumache di mare" è spesso riferito ai nudibranchi, sebbene non tutte le lumache di mare appartengano allo stesso gruppo tassonomico dei nudibranchi. Ad esempio le lumache della famiglia Aglajidae sono spesso confuse con i nudibranchi per il loro aspetto vistoso ed i colori sgargianti.

## Descrizione
I nudibranchi sono dotati di corpo morbido e flessibile. La forma adulta non ha conchiglia, che viene persa durante il primissimo periodo vitale, alla fine della vita planctonica, né dispongono quindi di opercoli.
Le forme e i colori possono variare enormemente, le dimensioni variano da 1 a 60 centimetri. Tra i nudibranchi si possono trovare le creature più colorate sulla Terra.
Hanno dei chemiorecettori sulla nuca, detti rinofori, usati come organi sensoriali. Talvolta presentano cerati sul corpo, piccole protuberanze del sistema digerente utilizzate anche per la respirazione.
L'adattamento evolutivo dei nudibranchi ha portato ad un'enorme varietà di forme e colori, sia a scopo mimetico che difensivo.

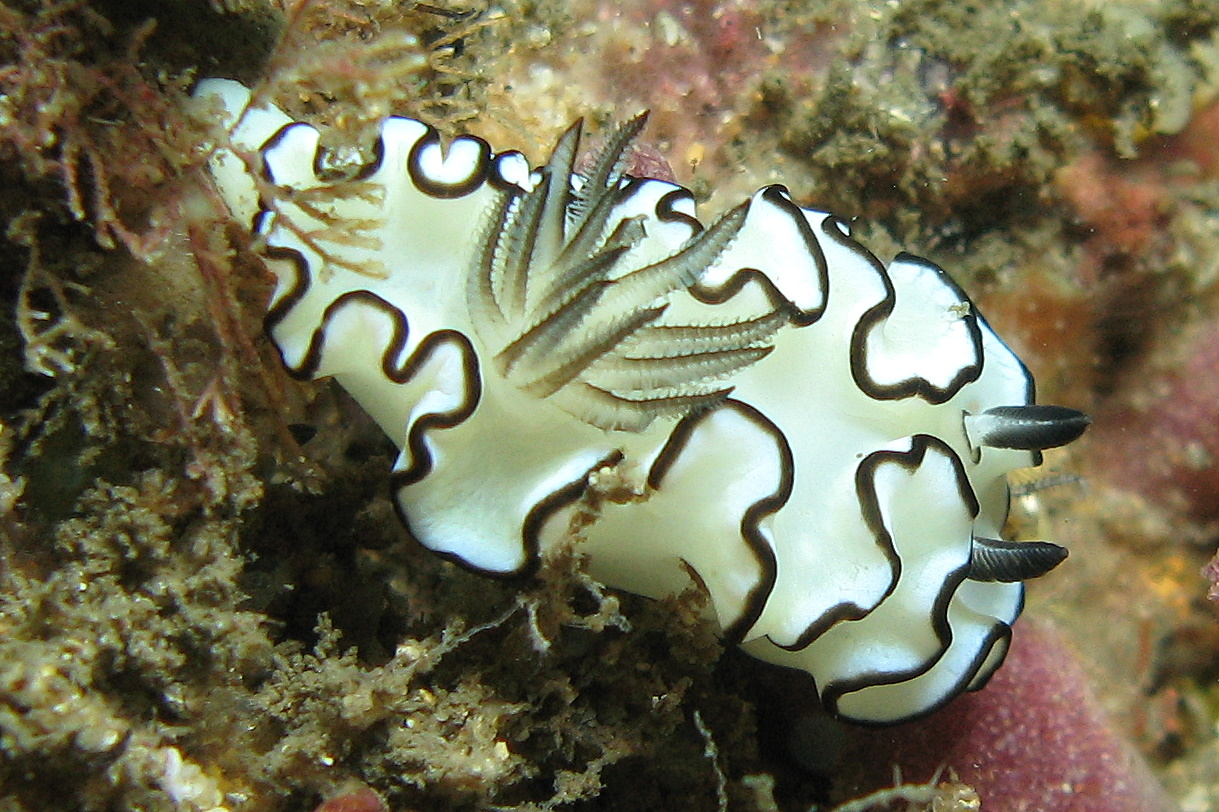
Doriprismatica atromarginata
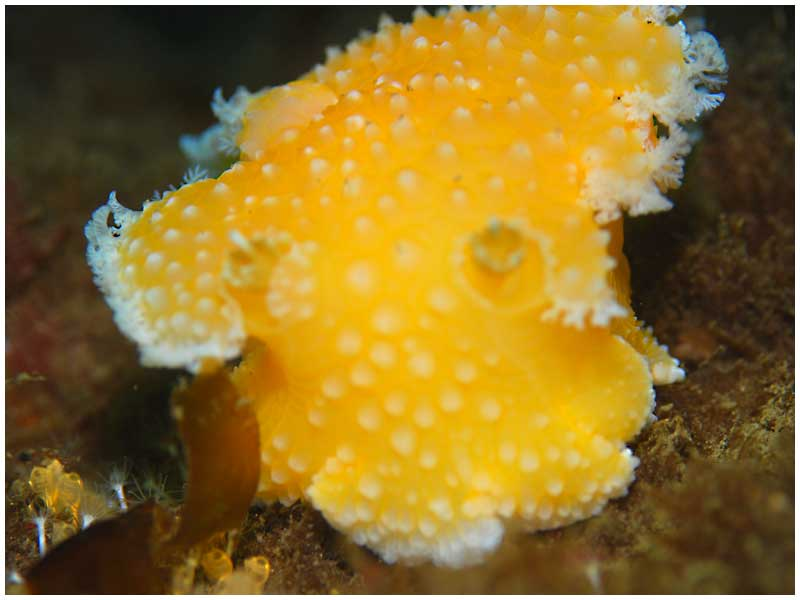
Tritonia tetraquetra
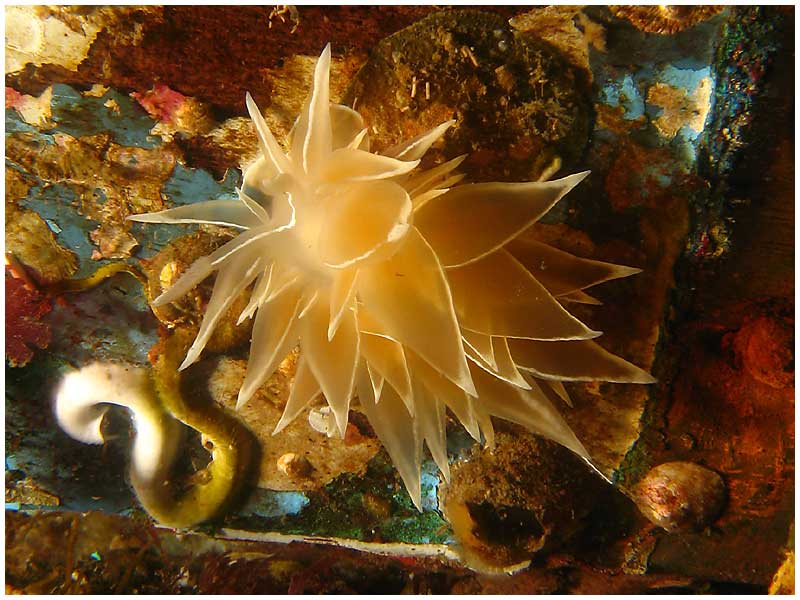
Dirona albolineata
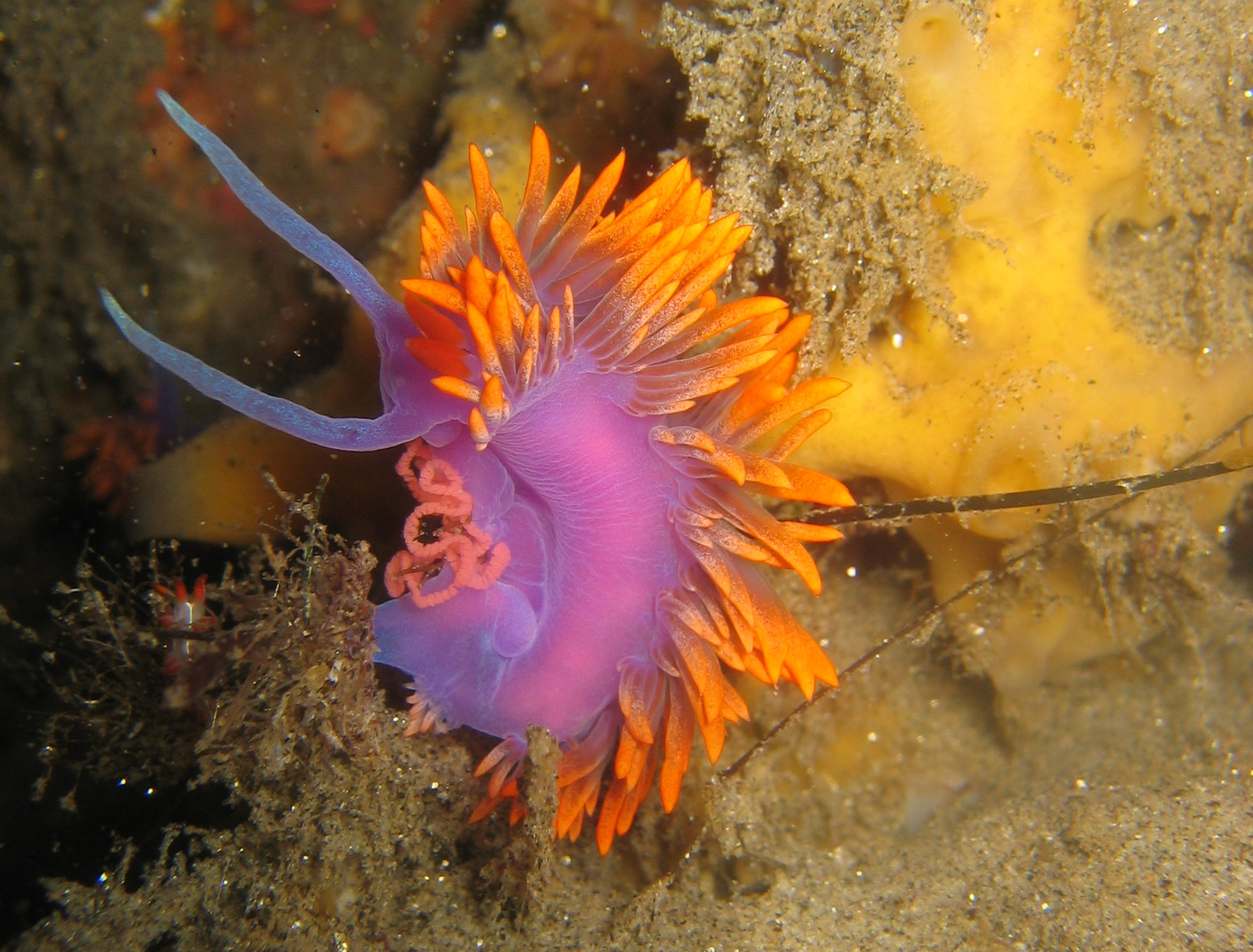
Flabellinopsis iodinea

## Biologia

### Riproduzione

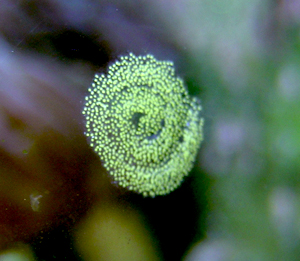
Deposizione delle uova spiraliforme.

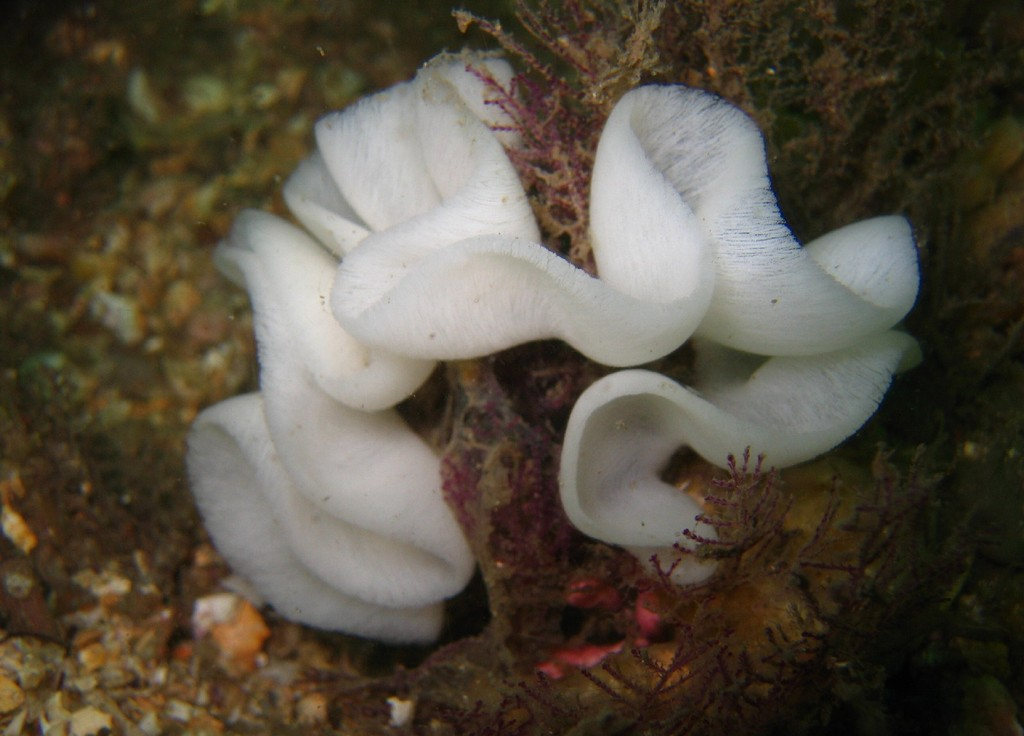
Deposizione delle uova a nastro.

Sono animali ermafroditi, ma non possono autofecondarsi.
La riproduzione avviene per via sessuata interna, tramite copula. Tipicamente depongono le uova in spirali gelatinose o in velature nastriformi, spesso in prossimità o sopra le loro prede alimentari. Lo sviluppo dell'individuo avviene nell'uovo, che viene abbandonato dalla forma larvale, chiamata veliger e dotata di ciglia, che pratica una breve vita planctonica per poi perdere la conchiglia ed iniziare la vita bentonica.

### Alimentazione
Sono animali carnivori; alcuni si nutrono di spugne, di idrozoi, di briozoi, altri sono cannibali, nutrendosi di altri opistobranchi o di nudibranchi anche della stessa specie. Altri ancora si nutrono di tunicati, crostacei o anche di pesci morti.

### Meccanismi di difesa
Per via della perdita della conchiglia esterna hanno dovuto sviluppare, tramite l'evoluzione, altri sistemi di protezione: in particolare il camuffamento attraverso colori che li rendano invisibili, come ad esempio Phyllodesmium longicirra o Melibe mirifica, o tramite colorazioni che li identifichino come non commestibili o velenosi (aposematismo), come Hypselodoris infucata.
Altri ancora, in particolare i nudibranchi del sottordine degli Aeolidacea, utilizzano le cellule urticanti delle loro prede per la difesa, dopo averle immagazzinate nei cerata dell'apparato digerente. Un altro sistema di difesa, non molto diffuso ma rivoluzionario, è la produzione cutanea di sostanze tossiche per i possibili predatori. Alcune specie dei Dorididae, ad esempio, producono acido solforico, utilizzato anche da Hexabranchus sanguineus per la difesa delle ovature.

## Distribuzione e habitat
Si possono incontrare in tutti i mari del pianeta, dall'Artico, ai mari temperati e tropicali, fino all'oceano Antartico. Sebbene vivano normalmente in acque salate, alcune specie sono note sopravvivere in acque salmastre.
I nudibranchi possono sopravvivere virtualmente a tutte le profondità, dalla zona intertidale fino a profondità superiori ai 700 metri. La maggior parte delle specie vive in acque calde e poco profonde, sebbene siano state trovate specie anche ad una profondità di 2500 metri. Sono animali bentonici, che si spostano sul fondale marino. Fanno eccezione i nudibranchi appartenenti al genere Glaucus, i quali galleggiano subito al di sotto della superficie marina, i nudibranchi pelagici Cephalopyge trematoides, i quali nuotano in colonne d'acqua, e Phylliroe bucephalum.

## Tassonomia
Nella classificazione di Ponder e Lindbergh (1997) i nudibranchi venivano considerati come un sottordine dell'ordine Opistobranchia, che veniva suddiviso in due infraordini e 8 superfamiglie:
- Infraordine Anthobranchia Férussac, 1819
  - Superfamiglia Doridoidea Rafinesque, 1815
  - Superfamiglia Doridoxoidea Bergh, 1900
  - Superfamiglia Onchidoridoidea Alder & Hancock, 1845
  - Superfamiglia Polyceroidea Alder & Hancock, 1845
- Infraordine Cladobranchia Willan & Morton, 1984
  - Superfamiglia Aeolidioidea J.E. Gray, 1827
  - Superfamiglia Arminoidea Rafinesque, 1814
  - Superfamiglia Dendronotoidea Allman, 1845
  - Superfamiglia Metarminoidea Odhner in Franc, 1968

Nella classificazione cladistica di Bouchet & Rocroi nel 2005 il clade Nudibranchia veniva suddiviso in base al seguente cladogramma:
|               | Pseudoeuctenidiacea                                                                     |
|               |                                                                                         |
| Cladobranchia | \| \| Euarminida \| \| \| \| \| \| Dendronotida \| \| \| \| \| \| Aeolidida \| \| \| \| |
|               | \| \| Euarminida \| \| \| \| \| \| Dendronotida \| \| \| \| \| \| Aeolidida \| \| \| \| |
|               | Euarminida                                                                              |
|               |                                                                                         |
|               | Dendronotida                                                                            |
|               |                                                                                         |
|               | Aeolidida                                                                               |
|               |                                                                                         |

|  | Euarminida   |
|  |              |
|  | Dendronotida |
|  |              |
|  | Aeolidida    |
|  |              |

|               | Pseudoeuctenidiacea                                                                     |
|               |                                                                                         |
| Cladobranchia | \| \| Euarminida \| \| \| \| \| \| Dendronotida \| \| \| \| \| \| Aeolidida \| \| \| \| |
|               | \| \| Euarminida \| \| \| \| \| \| Dendronotida \| \| \| \| \| \| Aeolidida \| \| \| \| |
|               | Euarminida                                                                              |
|               |                                                                                         |
|               | Dendronotida                                                                            |
|               |                                                                                         |
|               | Aeolidida                                                                               |
|               |                                                                                         |

|  | Euarminida   |
|  |              |
|  | Dendronotida |
|  |              |
|  | Aeolidida    |
|  |              |

Nel 2017 gli stessi autori hanno proposto una radicale revisione della loro classificazione reintroducendo i tradizionali ranghi linneani al posto di cladi. Tale nuova classificazione assegna ai Nudibranchi il rango di ordine, suddiviso in due sottordini: Cladobranchia e Doridina. Tale impostazione è quella attualmente seguita dal World Register of Marine Species (WoRMS). A questa classificazione si attiene Wikipedia in italiano.
- Sottordine Cladobranchia
  - Superfamiglia Aeolidioidea Gray, 1827
    - Famiglia Aeolidiidae Gray, 1827
    - Famiglia Babakinidae Roller, 1973
    - Famiglia Facelinidae Bergh, 1889
    - Famiglia Flabellinopsidae Korshunova et al., 2017
    - Famiglia Glaucidae Gray, 1827
    - Famiglia Myrrhinidae Bergh, 1905
    - Famiglia Notaeolidiidae Eliot, 1910
    - Famiglia Piseinotecidae Edmunds, 1970
    - Famiglia Pleurolidiidae Burn, 1966

  - Superfamiglia Arminoidea Iredale & O'Donoghue, 1923 (1841)
    - Famiglia Arminidae Iredale & O'Donoghue, 1923 (1841)
    - Famiglia Doridomorphidae Er. Marcus & Ev. Marcus, 1960 (1908)

  - Superfamiglia Dendronotoidea Allman, 1845
    - Famiglia Bornellidae Bergh, 1874
    - Famiglia Dendronotidae Allman, 1845
    - Famiglia Dotidae Gray, 1853
    - Famiglia Hancockiidae MacFarland, 1923
    - Famiglia Lomanotidae Bergh, 1890
    - Famiglia Scyllaeidae Alder & Hancock, 1855
    - Famiglia Tethydidae Rafinesque, 1815

  - Superfamiglia Doridoxoidea Bergh, 1899
    - Famiglia Doridoxidae Bergh, 1899

  - Superfamiglia Fionoidea Gray, 1857
    - Famiglia Abronicidae Korshunova et al., 2017
    - Famiglia Apataidae Korshunova et al., 2017
    - Famiglia Calmidae Iredale & O'Donoghue, 1923
    - Famiglia Coryphellidae Bergh, 1889
    - Famiglia Cumanotidae Odhner, 1907
    - Famiglia Cuthonellidae M. C. Miller, 1977
    - Famiglia Cuthonidae Odhner, 1934
    - Famiglia Embletoniidae Pruvot-Fol, 1954
    - Famiglia Eubranchidae Odhner, 1934
    - Famiglia Fionidae Gray, 1857
    - Famiglia Flabellinidae Bergh, 1889
    - Famiglia Murmaniidae Korshunova et al., 2017
    - Famiglia Paracoryphellidae M. C. Miller, 1971
    - Famiglia Pinufiidae Er. Marcus & Ev. Marcus, 1960
    - Famiglia Pseudovermidae Thiele, 1931
    - Famiglia Samlidae Korshunova et al., 2017
    - Famiglia Tergipedidae Bergh, 1889
    - Famiglia Trinchesiidae F. Nordsieck, 1972
    - Famiglia Unidentiidae Millen & Hermosillo, 2012
    - Famiglia Xenocratenidae Martynov et al., 2020

  - Superfamiglia Proctonotoidea Gray, 1853
    - Famiglia Curnonidae d'Udekem d'Acoz, 2017
    - Famiglia Dironidae Eliot, 1910
    - Famiglia Janolidae Pruvot-Fol, 1933
    - Famiglia Lemindidae Griffiths, 1985
    - Famiglia Madrellidae Preston, 1911
    - Famiglia Proctonotidae Gray, 1853

  - Superfamiglia Tritonioidea Lamarck, 1809
    - Famiglia Tritoniidae Lamarck, 1809
- Sottordine Doridina
  - Infraordine Bathydoridoidei
    - Superfamiglia Bathydoridoidea Bergh, 1891
      - Famiglia Bathydorididae Bergh, 1891

  - Infraordine Doridoidei
    - Superfamiglia Chromodoridoidea Bergh, 1891
      - Famiglia Actinocyclidae O'Donoghue, 1929
      - Famiglia Cadlinellidae Odhner, 1934
      - Famiglia Cadlinidae Bergh, 1891
      - Famiglia Chromodorididae Bergh, 1891
      - Famiglia Hexabranchidae Bergh, 1891
      - Famiglia Showajidaiidae Korshunova et al., 2020

    - Superfamiglia Doridoidea Rafinesque, 1815
      - Famiglia Discodorididae Bergh, 1891
      - Famiglia Dorididae Rafinesque, 1815

    - Superfamiglia Onchidoridoidea Gray, 1827
      - Famiglia Aegiridae P. Fischer, 1883
      - Famiglia Akiodorididae Millen & Martynov, 2005
      - Famiglia Calycidorididae Roginskaya, 1972
      - Famiglia Corambidae Bergh, 1871
      - Famiglia Goniodorididae H. Adams & A. Adams, 1854
      - Famiglia Onchidorididae Gray, 1827

    - Superfamiglia Phyllidioidea Rafinesque, 1814
      - Famiglia Dendrodorididae O'Donoghue, 1924 (1864)
      - Famiglia Mandeliidae Valdés & Gosliner, 1999
      - Famiglia Phyllidiidae Rafinesque, 1814

    - Superfamiglia Polyceroidea Alder & Hancock, 1845
      - Famiglia Polyceridae Alder & Hancock, 1845

## Acquariofilia
I Nudibranchi sono molto amati dagli acquariofili ma in vasca, se non cibati correttamente, muoiono entro poco tempo.
Alcune specie tendono ad adattarsi molto bene in quanto sono polifaghe, altre ancora compaiono con il loro cibo sulle rocce vive. Le monofaghe sono quasi impossibili da allevare.